# L'allegro canarino
L'allegro canarino (Весёлая канарейка) è un film del 1929 diretto da Lev Vladimirovič Kulešov.